# Made in Me.
Made in Me.（メイドインミー）は、日本のバンド。所属レーベルはコドモメンタルINC.。
2015年結成。横浜・町田を拠点に活動をするミレニアルロックバンド。

## メンバー
- 彦（-hiko- 1993年7月7日 - ） Vo・Gt
- ゆかり/ｼｿﾁｬﾝ（-yukari- 1996年7月8日 - ） Vo・Syn
- じゅんちゃい（-junchai- 1994年11月21日 - ） Gt・Cho

Fallsheepsのギターボーカル、HyperVideo2名義で活動
- 優作（-yusaku- 1994年10月12日 - ） Ba・Cho
- DAIKI（-daiki- 1994年2月14日 - ） Dr